# Ouz The Best
Ouz The Best
Un tiktoker / yutuber di lavoro fa il Chad 
con le sue battute black yumor si è aggiudicato il titolo del re dei chadoni 
seguito da ragazzi e adulti ma soprattutto bambini 
Amici: lo scarafaggio per terra, Il ragno sul muro è un certo Giovanni
Ringraziamo il chadone per esistere